# Michiel Pestman
Michiel Pestman (1963) is een Nederlands advocaat, bestuurder en columnist.

## Leven en werk
Mr. Pestman studeerde rechten aan de Universiteit van Leiden en politicologie aan de London School of Economics. In 1994 werd hij beëdigd als advocaat bij het advocatenkantoor Böhler Advocaten te Amsterdam. Sedert 2002 is Pestman partner bij het netgenoemde advocatenkantoor.
Pestman deed veel ervaring op bij internationale strafrechtzaken en verschillende internationale tribunalen. Tegenwoordig is hij ook bestuurslid van het International Criminal Law Services en strafrechtelijk verdedigingsadvocaat bij het Cambodjatribunaal. Hij was strafrechtelijk verdedigingsadvocaat bij het Speciaal Hof voor Sierra Leone en lid van het vertegenwoordigingsteam Bosnië en Herzegovina bij het Internationaal Gerechtshof te Den Haag.
Pestman is columnist voor het Advocatenblad en lecturer aan diverse onderwijsinstituten.
Pestman heeft onder meer Nuon Chea, die werd beschuldigd van misdaden tegen de menselijkheid en oorlogsmisdaden, verdedigd, samen met Victor Koppe en een Cambodjaanse advocaat. Pestman en zijn medepleiter Koppe hadden bij het tribunaal een verzoek ingediend om een van de rechters, de Cambodjaanse generaal Ney Thol, van zijn functie te ontheffen omdat deze volgens hen niet onpartijdig en onafhankelijk zou kunnen optreden. Volgens de verdediging heeft Ney Thol, bestuurslid van de regeringspartij, door in andere processen politieke tegenstanders van premier Hun Sen te veroordelen, blijk gegeven van politieke motieven. Pestman trad ook op bij het proces Geert Wilders, samen met de emeritus-hoogleraar mr. Ties Prakken. 